# Liste homöopathischer Grundsubstanzen
Im Folgenden werden homöopathische Mittel mit ihren üblichen Bezeichnungen und Abkürzungen sowie die Substanzen, aus denen diese hergestellt werden, aufgelistet.
Die Verordnung homöopathischer Mittel entspricht nicht wissenschaftlichen Erkenntnissen, weil entsprechende Studien keine signifikant über den Placebo-Effekt hinausgehende medizinische Wirksamkeit zeigen, siehe den Abschnitt „Wirksamkeit“ der Homöopathie.
Die Grundsubstanzen homöopathischer Mittel (Polychreste) können Teile von Pflanzen, Tieren, Mineralien, Nosoden aus Krankheitserregern oder speziell behandelte Stoffe sein. Oft sind die Grundsubstanzen giftig. Die Giftigkeit des Mittels hängt davon ab, wie viel von der Grundsubstanz nach der homöopathischen Verdünnung im Mittel überhaupt noch vorhanden ist bzw. ob überhaupt noch Moleküle der Grundsubstanz nachweisbar sind.
In Deutschland schreibt das Arzneimittelgesetz für homöopathische Arzneimittel eine Registrierung, jedoch nicht den Nachweis einer medizinischen Wirksamkeit vor.

## Grundsubstanz-Liste (häufig verwendete Mittel (Polychreste))
| Homöopathisches Mittel                                                         | Kürzel | Ausgangssubstanz | Wirkungsweise im unverdünnten Zustand |
| ------------------------------------------------------------------------------ | ------ | --- | --- |
| Aconitum napellus (In Deutschland, Österreich rezeptpflichtig bis D3 bzw. C1.) | Acon   | Der zerkleinerte und in Alkohol angesetzte, blühende Blaue Eisenhut mit Wurzel.                                                                                      | Alle Pflanzenteile enthalten das Alkaloid Aconitin. Äußerst starke und schnelle Giftwirkung. Letale Dosis: ca. 1–2 Gramm.                                                                      |
| Allium cepa                                                                    | All-c  | Tinktur, welches in einem speziellen Verfahren, aus der reifen, roten Küchenzwiebel, hergestellt wird.                                                               | |
| Apis mellifera                                                                 | Apis   | Gewonnene Tinktur aus der weiblichen Honigbiene oder (seltener) das reine, vom Stachel abgenommene Gift der weiblichen Honigbiene.                                   | Insektenreste können Krankheitserreger enthalten. Das Gift im Stachel der Biene ruft ggf. starke allergische Reaktionen hervor.                                                                |
| Arnica montana                                                                 | Arn    | Die in Alkohol angesetzte ganze blühende Arnika mit der Wurzel oder nur der Wurzelstock nebst Wurzeln.                                                               | Erzeugt Hautreizungen, Muskelschädigung und Herzrhythmusstörungen. |
| Arsenicum album                                                                | Ars    | Weißes Arsenik | Hochgradig giftig und nachweislich krebserregend. Letale Dosis 0,1 g. |
| Belladonna (In Deutschland, Österreich rezeptpflichtig bis D3 bzw. C1.)        | Bell   | Der ausgedrückte Saft, der zerkleinerten, blühenden, frischen Tollkirsche mit Wurzel, der mit Alkohol vermischt wird.                                                | Enthält Atropin. Letale Dosis 2–3 Früchte für Kinder, 10–20 Früchte für Erwachsene. |
| Bellis perennis                                                                | Bell-p | Frische, ganze Gänseblümchen, einschließlich Wurzel, während der Blüte gepflückt und in Alkohol angesetzt.                                                           | Saponinhaltige Pflanze. |
| Bryonia alba                                                                   | Bry    | Frische, vor der Blütezeit ausgegrabene weiße Zaunrübenwurzel | Einsatzbereich: alle „inneren Häute“ des Menschen. Pflanzenteile stark giftig. |
| Echinacea                                                                      | Echi   | Tinktur aus der frischen, blühenden Schmalblättrigen Kegelblume (Sonnenhut) mit Wurzel.                                                                              | Echinacea angustifolia stimuliert das Immunsystem. In Einzelfällen allergische Reaktionen möglich.                                                                                             |
| Hypericum perforatum                                                           | Hyper  | Das in Alkohol mazerierte, zerkleinerte Echte Johanniskraut zur Zeit der Blüte.                                                                                      | Kann Phototoxie hervorrufen. |
| Lachesis muta                                                                  | Lach   | Gift der Buschmeisterschlange | Biss der Buschmeister ist ohne medizinische Behandlung tödlich. |
| Natrium Alter Handelsname: Natrium muriaticum                                  | Nat-m  | Natriumchlorid, NaCl | Natriumchlorid ist Kochsalz. |
| Phosphorus (In Deutschland, Österreich rezeptpflichtig bis D3 bzw. C1.)        | Phos   | Gelber Phosphor in Alkohol gelöst. | Die tödliche Dosis für den Menschen liegt bei gelbem Phosphor bei 0,05 bis 0,1 Gramm. Führt im Finalstadium zu einem schweren Ikterus und Organversagen (v. a. der Leber, Herz, Niere, Lunge). |
| Silicea terra                                                                  | Sil    | Wasserhaltiges, polymerisiertes Siliciumdioxid (SiO2·H2O) aus zerkleinertem Bergkristall. Hahnemann schreibt zerkleinertem Bergkristall oder reinen weißen Sand vor. | Siliciumdioxid ist Glas. Giftige Erscheinungen sind unbekannt. |
| Sulfur                                                                         | Sulph  | Chemisch gereinigter Schwefel mit Milchzucker verrieben und pulverisiert, so dass er in Wasser und Alkohol löslich ist.                                              | Schwefel ist ein essenzielles Element für Menschen, Tiere und Pflanzen. |
| Symphytum officinalis                                                          | Symph  | Frische Wurzel von Echter Beinwell vor der Blüte gesammelt oder im Herbst.                                                                                           | Enthält Pyrrolizidinalkaloide, die eine krebserregende Wirkung haben. Medizinische Anwendung bei Magen-Darm-Beschwerden wurde daher eingestellt.                                               |
| Thuja occidentalis                                                             | Thuj   | Frische Zweige des Lebensbaums mit Blättern (vor Beginn der Blüte gesammelt)                                                                                         | Sehr giftig wegen Toxizität des Thujons. Kann Leber- und Nierenschäden verursachen. |